# Flabellum politum
Espèce
Statut CITES
Flabellum politum est une espèce de coraux appartenant à la famille des Flabellidae.